# Lucian Răduță
Lucian Răduță (n. 16 august 1988, București) este un jucător român de fotbal care evoluează la CS Mioveni.

## Carieră
Debutul său în Liga I a avut loc pe 23 mai 2007, în meciul FC Național București v. Rapid București, scor 4-0.
Este câștigător al Supercupei României cu Rapid București în 2007.